# 2011年民主進步黨總統提名選舉
民主進步黨第十三任總統提名選舉於2011年（民國100年）4月25日至4月26日舉行，是民主進步黨所舉辦的第五次總統候選人初選。初選方式採登記，登記後先行溝通協調，若無法達成協議時，由中央黨部辦理全國民意調查決定提名人選。
該次初選共有三位參選人，依抽籤順序分別為：前任民主進步黨主席許信良、時任民主進步黨主席蔡英文、以及前任行政院院長蘇貞昌。民主進步黨於2011年4月27日公布初選民調結果，蔡英文以平均支持度42.50%勝出，蘇貞昌以平均支持度41.15%次之，許信良平均支持度則為12.21%。民主進步黨中央黨部並於2011年5月4日正式公告提名蔡英文代表民主進步黨參與2012年中華民國總統選舉。

## 初選方式
民進黨臨全會於2011年1月22日，以逾七成的壓倒性多數表決通過總統、區域立委、直轄市長、直轄市議員、縣市長等公職提名黨內初選，採用「全民調」方式產生，排除黨員投票，以避免重演過去初選過程的惡鬥，並防止司法單位利用查案介入初選的可能弊端 。其中總統初選方式採登記，登記後先行溝通協調，若無法達成協議時，由黨中央辦理民調決定提名人選。
根據中執會決定，民意調查階段進行方式及規則如下：
| 民主進步黨第13任總統提名選舉民意調查進行方式及規則 | 民主進步黨第13任總統提名選舉民意調查進行方式及規則 |
| -------------------------------------------------- | --- |
| 訪問時間                                           | 初選民意調查期為2011年4月25日至4月29日，晚上六時三十分至十時。民調預定執行兩天，必要時延長至三天。 |
| 民調機構                                           | 由黨中央民調中心、觀察家、精湛、全方位、山水、全國公信力、年代七家民調機構抽出其中的五家。 |
| 有效樣本                                           | 每家民調機構的有效樣本數為3000份，總計要成功電訪1萬5000人。 |
| 民調題目                                           | 初選採對比式民調，民調題目由民進黨初選候選人與時任總統馬英九互比。 |
| 民調規則                                           | - 若其中僅有一人民意支持度勝過馬英九，則由此位候選人贏得初選。 - 其餘情況，則由民意支持度絕對值度最高者勝出。 - 若出現兩位候選人民意支持度絕對值平手的情況，則以兩人與馬英九差距決定勝負，贏馬較多或輸馬較少者勝出。 |

## 初選作業時程
民進黨中常會於2011年3月9日決議總統初選提名作業的時程：
| 民主進步黨第13任總統提名選舉作業時程 | 民主進步黨第13任總統提名選舉作業時程     |
| 辦理日期                             | 作業項目                                 |
| ------------------------------------ | ---------------------------------------- |
| 2011年3月17日                        | 中央黨部發佈公告。                       |
| 2011年3月21日至3月25日               | 參選人領表及受理登記。                   |
| 2011年3月28日至4月8日                | 黨中央向登記參選人進行溝通協調。         |
| 2011年4月9日                         | 舉辦第一場政見發表會，由民視新聞台轉播。 |
| 2011年4月13日                        | 舉辦第二場政見發表會，由東森新聞台轉播。 |
| 2011年4月16日                        | 舉辦第三場政見發表會，由年代新聞台轉播。 |
| 2011年4月20日                        | 舉辦第四場政見發表會，由三立新聞台轉播。 |
| 2011年4月25日                        | 抽籤選出五家民意調查機構進行初選民調。   |
| 2011年4月25日至4月29日               | 進行初選民意調查。                       |
| 2011年5月4日                         | 中執會公告總統提名名單。                 |

## 初選參選人及主要政見
| 號次   | 1 | 2 | 3 |
| 政黨   | 民主進步黨 | 民主進步黨 | 民主進步黨 |
| 候選人 | 許信良 | 蔡英文 | 蘇貞昌 |
| 學歷   | - 國立政治大學政治系畢業（1964） - 國立政治大學政治學研究所（1967） - 英國愛丁堡大學哲學碩士（1969） | - 國立臺灣大學法律系畢業（1978） - 美國康乃爾大學法學碩士（1980） - 英國倫敦政經學院法學博士（1984） | - 國立臺灣大學法律學系畢業（1968） - 中華民國律師高等考試及格（1971） - 韓國慶南大學榮譽法學博士（2004） |
| 簡歷   | - 中國國民黨中央黨部職員（1969） - 大學雜誌創辦人（1969） - 臺灣省議員（1973-1977） - 桃園縣縣長（1977-1979） - 美麗島雜誌社社長（1979） - 臺灣革命黨副總書記（1984-1986） - 民主進步黨主席（1992-1993，1996-1998） - 民主進步黨顧問（1993-1996） - 第十屆無黨籍總統候選人（2000） - 總統府資政（2000-2002） - 美麗島文化事業董事長（2009-現任） | - 法學教授（1984-2000） - 經濟部首席法律顧問（1993-2000） - 行政院陸委會諮詢委員（1994-1998） - 行政院公平會諮詢委員（1995-1998） - 國安會諮詢委員（1999-2000） - 行政院陸委會主委（2000-2004） - 總統府國策顧問（2004-2005） - 立法委員（2004-2006） - 行政院消保會主委（2006-2007） - 行政院副院長（2006-2007） - 民主進步黨主席（2008-2012） - 第一屆民進黨新北市長候選人（2010） | - 執業律師（1973-1983） - 臺灣省議員（1981-1989） - 屏東縣縣長（1989-1993） - 民主進步黨秘書長（1993-1997） - 立法委員（1996-1997） - 臺北縣縣長（1997-2004） - 總統府秘書長（2004-2005） - 民主進步黨補選黨主席（2005） - 行政院院長（2006-2007） - 第十二屆民進黨副總統候選人（2008） - 第五屆民進黨臺北市長候選人（2010） |
| 出生地 | 日治臺灣新竹州中壢郡 | 中華民國臺灣省臺北市 | 中華民國臺灣省屏東縣 |

民進黨內部共有四人表態有意參加總統初選：
- 前副總統呂秀蓮，為民進黨內首位表態者，於2011年2月28日在大安森林公園所舉辦的「告別悲情，迎向光明」二二八事件紀念活動，宣布參加黨內總統初選[7]。呂秀蓮以「人文科技好國家，世界台灣大未來」為參選訴求」[8]，並在參選聲明中發表：「人權、民主、和平、愛與科技發展，是臺灣特有的柔性國力根基，臺灣應以全球化的新視野及柔性新思維，與中國營建和平友善的遠親近鄰關係，超越統獨之爭，也符合全球化的世界新潮流」[8]。然而，呂氏於2011年3月22日宣布退出黨內總統初選，並辭去中執委一職，表明日本經311大地震後，想積極推展拯救地球、保安台灣運動，因此退出總統初選[9]。

- 黨主席蔡英文，於2011年3月11日在台大醫院國際會議中心，發表參選演說「我聽見台灣的聲音」，表示將「召喚新世代，把未來扛起來」，並於同日請假黨主席職務[10]。蔡英文以「理性、強韌、勇氣、信任」的理念為核心價值，並提出「和而不同、和而求同」的兩岸論述[11]。2011年3月23日，蔡英文前往黨中央完成總統初選登記[12]。

- 前行政院院長蘇貞昌，於2011年3月22日在公務人力發展中心召開記者會，發表「腳踏土地，迎向未來」的聲明，正式宣布參選[13]。蘇貞昌表示自己將「貼近人民和土地」，並提出「台灣共識」的兩岸論述[14]。2011年3月23日，蘇貞昌前往黨中央完成總統初選登記[12]。

- 前黨主席許信良，則在總統初選登記最後一天2011年3月25日，前往黨中央完成登記[15]。許信良坦言自己出線機會雖然渺茫，但參選志在宣揚「扶弱濟貧、社福優先、確保現狀、大膽開放」的政見主軸，希望能帶給蘇貞昌及蔡英文壓力[15]。

## 初選民調結果
| 候選人 | 候選人 | 中央黨部 | 觀察家 | 精湛   | 全方位 | 年代   | 平均   |
| ------ | ------ | -------- | ------ | ------ | ------ | ------ | ------ |
|        | 馬英九 | 52.44%   | 49.08% | 51.18% | 51.99% | 52.54% | 51.45% |
|        | 許信良 | 11.70%   | 12.92% | 11.58% | 13.63% | 11.20% | 12.21% |

| 候選人 | 候選人 | 中央黨部 | 觀察家 | 精湛   | 全方位 | 年代   | 平均   |
| ------ | ------ | -------- | ------ | ------ | ------ | ------ | ------ |
|        | 蔡英文 | 41.16%   | 43.35% | 43.11% | 42.93% | 41.97% | 42.50% |
|        | 馬英九 | 36.23%   | 33.45% | 33.81% | 35.87% | 35.86% | 35.04% |

| 候選人 | 候選人 | 中央黨部 | 觀察家 | 精湛   | 全方位 | 年代   | 平均   |
| ------ | ------ | -------- | ------ | ------ | ------ | ------ | ------ |
|        | 蘇貞昌 | 42.42%   | 41.06% | 40.87% | 42.00% | 39.41% | 41.15% |
|        | 馬英九 | 33.23%   | 32.58% | 33.44% | 34.49% | 35.22% | 33.79% |

在2011年4月25日至4月26日期間，民進黨完成了總統初選全國民調，由中央黨部、觀察家、精湛、全方位、年代等五家民調機構進行調查，其中黨主席蔡英文以平均四成三支持率獲得勝利，成為民主進步黨總統候選人，提名結果於2011年5月4日正式公告。
對於初選結果，蔡英文表示「這是更大責任的開始，任何一人都無法獨立完成，未來前進的路，也需要許前主席和蘇前院長繼續領導、陪伴我們一起向前走，我也會在最快的時間親自向他們請益並表達感謝」。蘇貞昌則發表聲明表示「選舉結果已經出來，我謙卑接受結果，也向蔡主席表達誠摯的祝賀，並給蔡主席加油、給民進黨加油」。曾於2000年參選總統，後因不服結果脫黨參選的許信良亦表示欣然面對初選結果，並承諾會盡力助選。
蔡英文競選總統辦公室於2011年7月11日揭牌，2012總統及立委選舉委員會主任委員由前行政院長蘇貞昌出任、前行政院長謝長廷擔任總指揮、前行政院長游錫堃出任總督導、黨秘書長蘇嘉全則擔任執行總幹事。

## 副手人選
民進黨內外最初共有十人，被外界視為可能擔任蔡英文的副手人選：
| 蔡英文副手可能人選 | 蔡英文副手可能人選 | 蔡英文副手可能人選               | 蔡英文副手可能人選 |
| 姓名               | 政黨               | 備註                             |                    |
| ------------------ | ------------------ | -------------------------------- | ------------------ |
| 蘇貞昌             | 民主進步黨         | 前任行政院院長。                 |                    |
| 蘇嘉全             | 民主進步黨         | 時任民主進步黨秘書長。           |                    |
| 彭淮南             | 中國國民黨         | 時任中央銀行總裁。               |                    |
| 詹啟賢             | 中國國民黨         | 前任行政院衛生署署長。           |                    |
| 賴英照             | 無黨籍             | 前任司法院院長。                 |                    |
| 林信義             | 無黨籍             | 前任行政院副院長。               |                    |
| 林全               | 無黨籍             | 前任財政部部長。                 |                    |
| 陳建仁             | 無黨籍             | 前任行政院衛生署署長。           |                    |
| 張忠謀             | 無黨籍             | 時任台灣積體電路製造公司董事長。 |                    |
| 嚴長壽             | 無黨籍             | 時任亞都麗緻大飯店總裁。         |                    |

2011年9月9日蔡英文宣布黨秘書長蘇嘉全為副手人選，「英嘉配」正式成軍。

## 外部連結
- 蔡英文：
  - （繁體中文）蔡英文
  - （繁體中文）蔡英文Facebook粉絲團（页面存档备份，存于）
  - （繁體中文）蘇嘉全Facebook粉絲團（页面存档备份，存于）